# Anapo

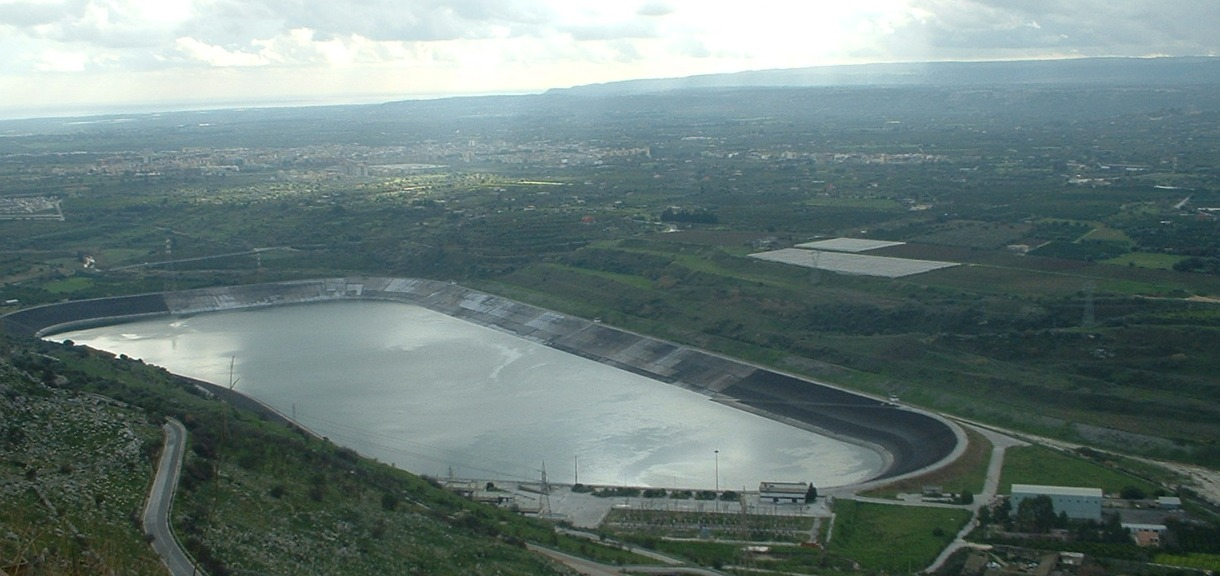
Estação hidrelétrica de Anapo perto de Solarino.

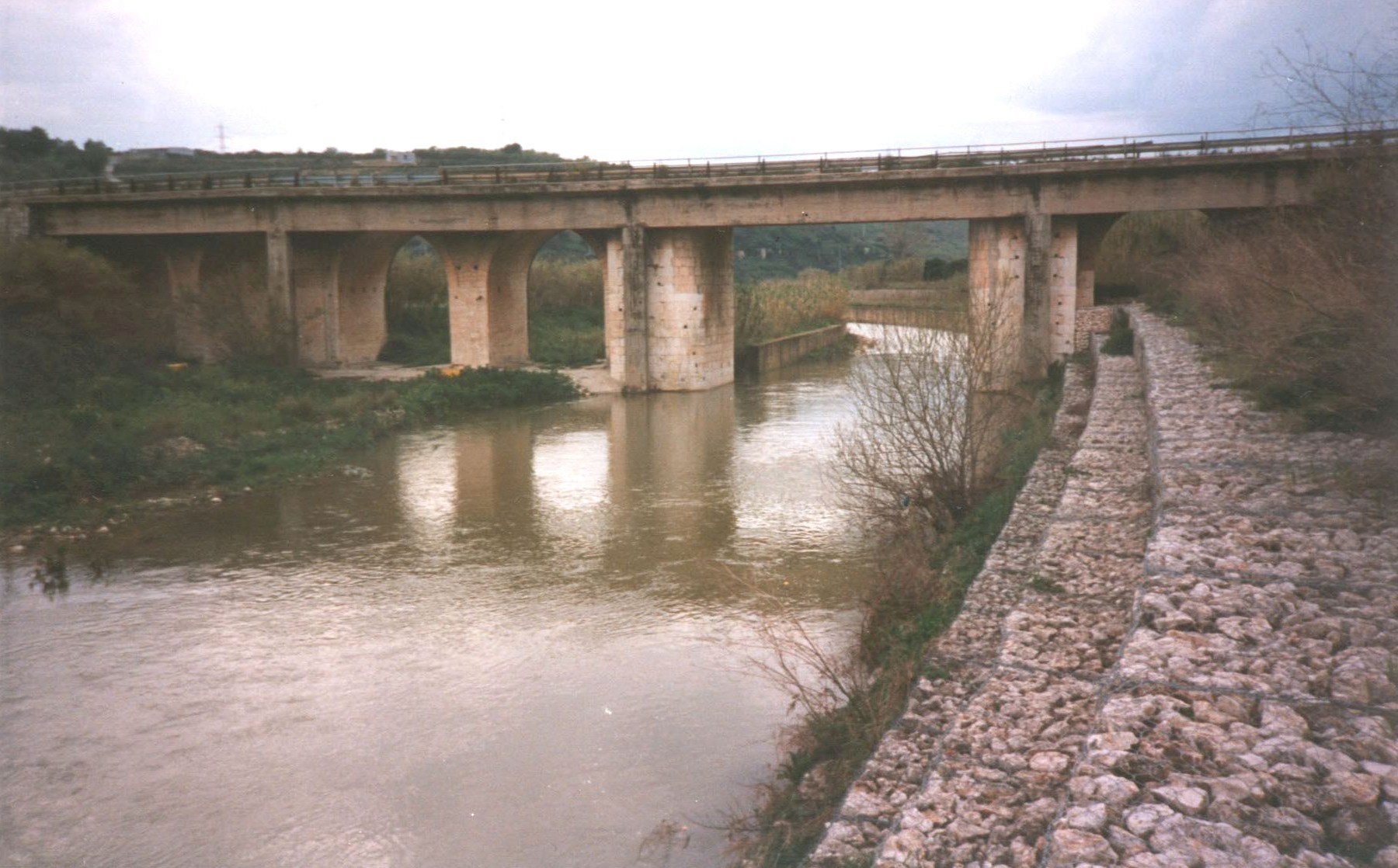
A Ponte Diddino.

O Anapo é um rio da Sicília cujo nome, em grego significa invisível, pelo fato de que, em muitas partes de seu curso ele corre subterraneamente.